# 近藤秀樹
近藤 秀樹（こんどう ひでき、1932年（昭和7年）4月16日 - 1983年（昭和58年）10月16日）は、日本の歴史学者。新潟大学教授。専攻は中国近代史。

## 経歴
1932年、新潟県長岡市生まれ、または村松町（現・五泉市）生まれ。新潟県立長岡高等学校を経て、京都大学文学部史学科で東洋史を専攻して卒業。同大学院文学研究科修士課程、博士課程を修了。
卒業後はクラレチアン会立の高校教諭、大阪工業大学一般教育科の社会思想史担当を経て、1978年より新潟大学で中国史を教える。「范氏義荘の変遷」（『東洋史研究』21巻4号、1963年）は義荘研究の必読文献である。

## 主な著作
単著
- 『曽国藩』 宮崎市定監修、人物往来社〈中国人物叢書12〉、1966年

編著
- 『日本の名著 45 宮崎滔天・北一輝』 責任編集、中央公論社、1982年、新版・中公バックス、1984年
  - 『国体論及び純正社会主義(抄)』ほかを収録。 改訂版・中央公論新社〈中公クラシックス〉、2008年

寄稿
- 『講座中国 2 旧体制の中国』 吉川幸次郎編、筑摩書房、1967年
- 『岩波講座世界歴史 第12 (中世 第6 東アジア世界の展開 第2)』 岩波書店編、岩波書店、1971年
- 『宮崎滔天全集 第2巻』 平凡社、1971年。責任編集
- 『宮崎滔天全集 第5巻』 平凡社、1971年。年譜（2016年に電子書籍で再刊）

校注
- 宮崎滔天『三十三年の夢』、島田虔次共校注、岩波書店〈岩波文庫〉、1993年

訳書
- 『世界の名著 64 孫文・毛沢東』 小野川秀美責任編集、貝塚茂樹ほか共訳、中央公論社、1969年、中公バックス版1980年
  - 『孫文　三民主義(抄) 』ほかを収録、島田虔次、堀川哲男共訳。改訂版・中央公論新社〈中公クラシックス〉、2006年

## 論文
- ＜近藤秀樹 - CiNii